# Infamous: Second Son
Infamous: Second Son (Eigenschreibweise: inFAMOUS: Second Son) ist ein Action-Videospiel. Es wurde von Sucker Punch Productions entwickelt und von Sony Computer Entertainment exklusiv für die PlayStation 4 veröffentlicht. Es erschien am 21. März 2014 in Deutschland.

## Handlung
InFAMOUS: Second Son handelt von einem jungen Mann namens Delsin Rowe, der durch ein Truckunglück zu einem Conduit mutiert.
Delsin und Reggie leben bei einem indianischen Stamm in der Nähe der Stadt Seattle. Nachdem Reggie seinen Bruder wieder einmal beim Graffitisprayen erwischt hat, fährt plötzlich ein Truck auf sie zu und kollidiert mit anderen Autos. Während der Untersuchung des Unfallorts entdeckt Delsin einen Mann unter der massiven Tür des Trucks und versucht ihm zu helfen. Das Opfer entpuppt sich jedoch als „Conduit“ – welche auch „Bioterroristen“ genannt werden – der mit Hilfe seiner Kräfte flieht und angreift. Beim Versuch, ihn davon abzuhalten, auf Reggie zu schießen, dringt Delsin in die Gedanken (= die Vorgeschichte des jeweiligen Charakters) des Conduit ein und absorbiert dessen Fähigkeit, in Rauch verwandelt durch bestimmte Gegenstände zu „sprinten“. Da ihm noch die Kontrolle fehlt, fällt er beinahe von der Klippe, schafft es aber dennoch, seinen Bruder zu retten.
Delsin verfolgt den orangefarben gekleideten Conduit namens Henry bis in die Fischfabrik, wo es dann auch zu einem „Kampf“ kommt. Henry flüchtet durch den Hintereingang, aber er kommt nicht sehr weit. Draußen steht Brooke Augustine, die Anführerin des D.U.P (Department of Unified Protection). Sie versteinert Henry, bis er nur noch ein Betonklotz ist. Sie verletzt viele Zivilisten, darunter Betty, eine Bekannte der Rowe Brüder, indem sie Betonsplitter mit purer Gedankenkraft durch Knochen wachsen lässt. Nun muss Delsin sich entscheiden: Setzt er das Leben anderer aufs Spiel, um sich selbst zu retten oder rettet er andere und bringt sich selber in Gefahr?
Danach machen sich Delsin und Reggie auf den Weg nach Seattle, um dem D.U.P endgültig ein Ende zu setzen.

## Spielprinzip
Die Spieler steuern die Hauptfigur Delsin Rowe, der im Parkour-Stil auf vertikale Oberflächen wie Hochhäuser klettern kann. Delsin ist ein Conduit, was ihm erlaubt, Superkräfte einzusetzen, indem er Materialien wie Rauch, Neon, Video und Beton manipuliert. Delsin verdient sich neue Kräfte, während er in der Geschichte voranschreitet, in der er während der Missionen gegen das Department of Unified Protection kämpft.
Die Spieler können wählen, ob sie auf gute oder böse Weise handeln wollen. Im Laufe der Geschichte findet sich Delsin mehrmals in einem Szenario wieder, in dem er eine gute oder böse Entscheidung treffen muss. Im Kampf kann Delsin seine Fähigkeiten einsetzen, um Gegner außer Gefecht zu setzen oder sie mit Kopfschüssen auszulöschen. Wenn er böse Handlungen ausführt, verändert sich das Logo allmählich, so dass der rote Vogel den anderen dominiert, während bei heldenhaften Handlungen das Gegenteil der Fall ist.
Dies ist eine visuelle Darstellung von Delsins Karmastufe, die je nach seinen Entscheidungen als gut oder böse ansteigt. Mit steigender Karmastufe kann Delsin neue Kräfte erlangen, die seinem Spielstil entsprechen, und auch seine Jacke ändert sich. Eine kontinuierliche Reihe guter oder böser Aktionen füllt einen Balken im HUD, der es Delsin dann ermöglicht, einen mächtigen Finishing Move namens Karma-Bombe auszuführen.

## Entwicklung
Sucker Punch Productions begann mit der Entwicklung von Second Son, während die PlayStation 4 noch in der Entwicklung war. Sucker Punch standen in enger Verbindung mit dem leitenden Systemarchitekten der PS4, Mark Cerny, der das Studio mehrmals besuchte. Sie gaben Cerny Feedback darüber, wie viel Leistung ein neues PlayStation-System benötigen würde, um ihre ideale offene Welt zu rendern, wie schnell es dazu in der Lage wäre und mit welchem Grad an Texturdetails. «Wir hatten dort einige Erfahrungen gesammelt, die für das Team bei der Planung einiger Aspekte des Hardware-Designs nützlich waren», erklärte Produzent Brian Fleming, und stellte fest, dass es während der Entwicklung der PS4 ein hohes Maß an Interaktivität zwischen den Designern des Systems und Spieleentwicklern wie Sucker Punch gab. Sucker Punch machte Verbesserungsvorschläge, die sie für das DualShock 4-Gamepad gerne gesehen hätten.
Sucker Punch entschied sich dafür, Second Son in ihrer Heimatstadt Seattle anzusiedeln, da sie bei der Gestaltung der offenen Welt auf ihre persönlichen Erfahrungen zurückgreifen konnten.

## Verkaufszahlen
Das Spiel verkaufte sich innerhalb von neun Tagen nach seiner Veröffentlichung mehr als eine Million Mal, was es zu einem der meistverkauften PlayStation-4-Spiele und zum am schnellsten verkauften Teil der Serie machte. Bis Juni 2019 wurden schätzungsweise 6 Millionen Exemplare des Spiels verkauft.

## Rezeption
Laut dem Bewertungsportal Metacritic erhielt das Spiel „allgemein positive“ Kritiken.
Vince Ingenito von IGN erinnert sich daran, dass er „mit offenem Mund“ auf die Grafik starrte und lobte die beeindruckenden Lichteffekte in der „wunderschön und vielfältig realisierten“ offenen Welt. Tom Mc Shea von GameSpot nannte die Grafik „unglaublich“. Oli Welsh von Eurogamer lobte die Art Direction von Seattle sowie die konstanten Zeichendistanzen und Frameraten, fand den Kampf unvollkommen, aber unterhaltsam, und fand, dass die Fertigkeitsverbesserungen nur einen minimalen Unterschied im Gameplay ausmachten. Tom Watson schrieb im New Statesman, dass Second Son für ihn das Spiel des Jahres war, und rechtfertigte damit den Kauf von PlayStation 4, nachdem er bereits eine Xbox 360 besaß.